# Automação de escritório

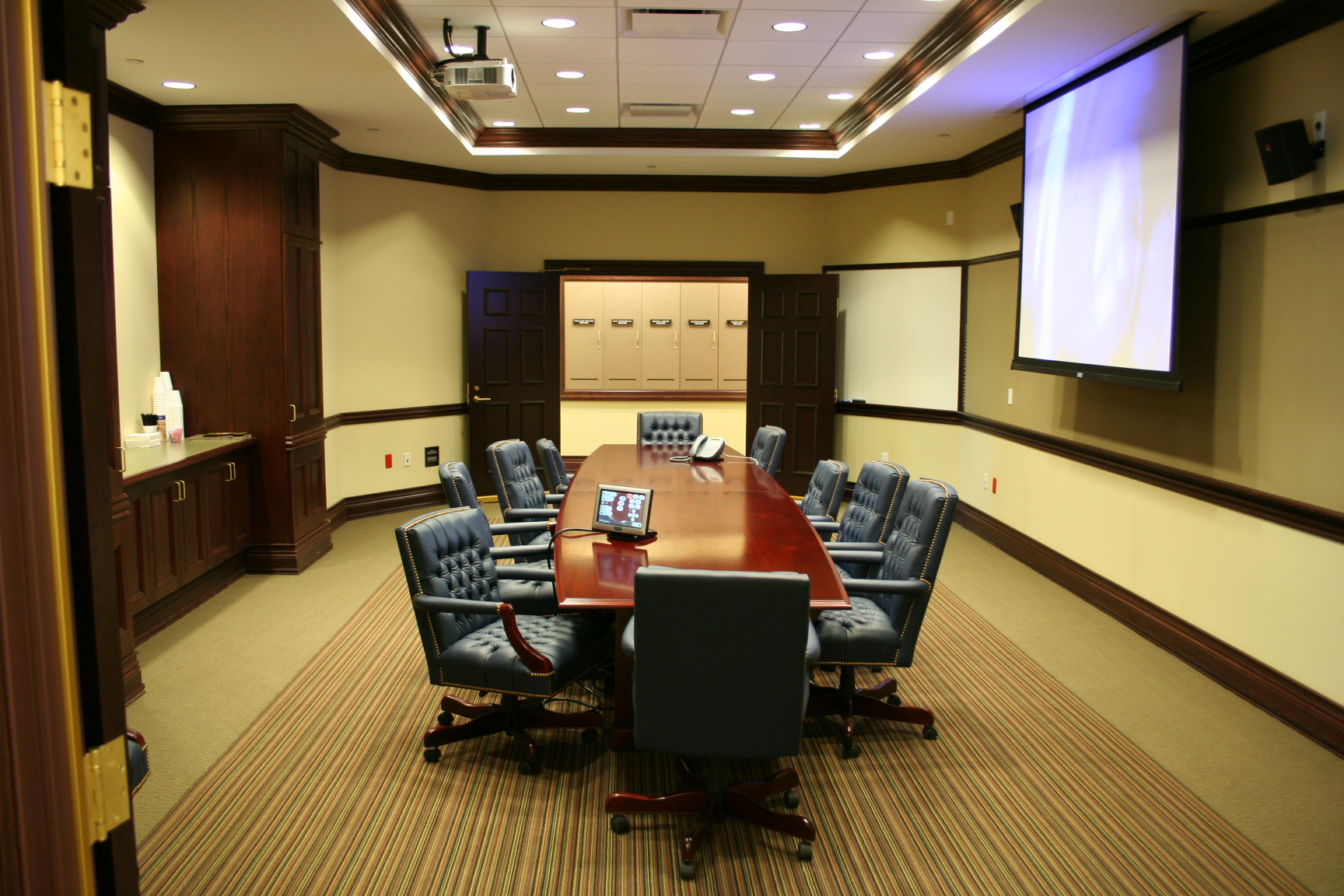
Moderna sala de videoconferência, um dos elementos preconizados pela automação de escritório.

Automação de escritório (da expressão inglesa "Office automation" ) é um conceito que envolve a automatização de tarefas para cumprimento de objetivos em um escritório (local de trabalho). Sendo considerado um ramo da automação comercial, caracteriza-se pelo uso de softwares de automação para criar, coletar, armazenar, manipular e retransmitir digitalmente as informações necessárias para armazenamento de dados brutos, transferências eletrônicas e gerenciamento eletrônico de informações de negócios dos mais variados segmentos. A automação de escritório ajuda a otimizar e automatizar procedimentos administrativos existentes.
A espinha dorsal da automação de escritório é a LAN, a qual permite que os usuários transmitam dados, correspondência e até voz através da rede. Todas as tarefas realizadas em um escritório, inclusive ditado, digitação, preenchimento de formulários, cópia, transmissão e recepção de fax e telex, gerenciamento de microfilmes e registros, uso de telefone e PABX recaem nesta categoria. A expressão "automação de escritório" (office automation em inglês) era uma expressão popular nos anos 1970 e anos 1980, antes que o computador pessoal entrasse em cena.

## Elementos do conceito
O conceito de automação de escritório surgiu em meados dos anos 1970 nos EUA, como fruto do desenvolvimento de computadores de processamento distribuído (onde vários usuários podiam acessar simultaneamente um único equipamento). Baseava-se num tripé (comunicação, periféricos e inteligência artificial), sobre o qual fizeram-se grandes avanços, mas que ainda não atingiu o estágio ideal imaginado naquela época.
1. Comunicação: além da "democratização" do uso de computadores através de terminais, um crescente número de satélites trouxe a expansão das linhas telefônicas para comunicação internacional e transmissão de dados. Tudo isso permitiu a interligação dos computadores em rede e a implantação de incipientes escritórios "online". Num futuro não muito remoto, acreditava-se na época, os escritórios seriam totalmente digitais - não se usaria mais papel. Além disso, com a transmissão de voz e imagem pela rede, os usuários poderiam realizar videoconferências, o que reduziria os deslocamentos físicos de funcionários e eliminaria despesas de viagem.
2. Periféricos: num escritório automatizado descrito no início dos anos 1980, todos os periféricos estariam interligados, o que eliminaria a burocracia e o trabalho redundante. Embora o retrabalho seja, muitas vezes, evitado, o excesso de informações causados por todos esses periféricos interligados (telefones celulares, impressoras de rede, scanners etc) não parece ter contribuído sensivelmente para reduzir a burocracia.
3. Inteligência: embora não tenha ainda atingido o nível de inteligência artificial, desenvolveu-se sob a forma de softwares cada vez mais intuitivos e interativos, que contam com assistentes para guiar o usuário na realização de tarefas.

## Software
Há software que automatizam contratos e enviam por e-mails, são capazes de gerenciar equipe e podem inclusive automatizar e registrar entrada e saída de pessoal. Junto com a internet das Coisas, podem ligar cafeteiras, ligar ar condicionados antes mesmos de uma pessoa chegar ao trabalho.